# Lyrical Law
Lyrical Law è l'undicesimo album in studio del rapper statunitense Canibus, pubblicato nel 2011.

## Tracce

### Disco 1
1. Lyrical Noir
2. The Art of Yo (feat. Born Sun, K-Rino)
3. Fight With The Champ (feat. Classic Pak)
4. The Emerald Cypher (feat. Born Sun, K-Rino, Killah Priest)
5. The Golden Cypher (feat. Ras Kass, K-Solo)
6. The Cypher of Agartha (feat. Copywrite, Planet Asia)
7. Cypher of Steel (feat. K-Rino, Skarlit Rose)
8. Cypher of Five Mics (feat. Chino XL)
9. Cypher of Sun Rocks (feat. Born Sun, Heltah Skeltah)
10. The Ghost of Hip Hop's Past
11. Cypher with Self
12. Rip vs. Poet Laureate

### Disco 2
1. Money (feat. Classic Pak)
2. Brainwash (Reversal Remix)
3. Emergency Broadcast (feat. Mark Deez)
4. Dead by Design (Remix)
5. We Go Hard (feat. Classic Pak)
6. Gold And Bronze (Remix) (feat. The 7 D)
7. The Spitboss Cypher (feat. Mark Deez, Passion, Presto, Damo, Legendary)
8. Melatonin Magik (Remix)
9. Dread Alert Part II (feat. Passion, SHI 360, Damo, Lms)
10. The Emerald Cypher (Extended) (feat. Killah Priest, Flawless the MC, Born Sun, K-Rino)
11. Dragon Of Judah (Remix) (feat. Flawless the MC, Lms)
12. Summertime Heat (feat. Classic Pak)
13. Where's The Love (feat. Classic Pak)
14. The Golden Cypher (Extended) (feat. Ras Kass, K-Solo, Pilot Rai)
15. Who You Know (feat. Classic Pak)
16. Cypher of Five Mics (Extended) (feat. Chino XL, Flawless the MC)
17. Ripperland (Remix)